# پل-مکس والتر
پل-مکس والتر (انگلیسی: Paul-Max Walther؛ زادهٔ ۶ مارس ۱۹۸۷) بازیکن فوتبال اهل آلمان است.
از باشگاه‌هایی که در آن بازی کرده‌است می‌توان به باشگاه فوتبال دینامو درسدن و باشگاه فوتبال هانزا روستوک اشاره کرد.